# Оцьонж
Оцьонж (пол. Ociąż) — село в Польщі, у гміні Нові Скальмежиці Островського повіту Великопольського воєводства.
Населення — 695 осіб (2011).

## Демографія
Демографічна структура станом на 31 березня 2011 року:
|          | Загалом | Допрацездатний вік | Працездатний вік | Постпрацездатний вік |
| -------- | ------- | ------------------ | ---------------- | -------------------- |
| Чоловіки | 333     | 69                 | 240              | 24                   |
| Жінки    | 362     | 83                 | 213              | 66                   |
| Разом    | 695     | 152                | 453              | 90                   |